# Kalaharia
Kalaharia, biljni rod iz porodice usnača smješten u tribus Rotheceae, dio potporodice Ajugoideae. Sastoji se od dvije vrste trajnica i polugrmova  ili grmova rasprostranjenih po Africi.  

## Opis
Opisan je 1891. kao monotipičan, a druga vrsta K. schaijesii, uklopljena je u njega 2013. izdvajanjem Clerodendrum spinescens var. parviflorum iz roda Clerodendrum.  Tipična je Kalaharia spinipes Baill., sinonim za Kalaharia uncinata, bodljikav grm koiji se ponekad bere iz divljine za lokalnu upotrebu kao hrana i lijek.

## Vrste
1. Kalaharia schaijesii Bamps
2. Kalaharia uncinata (Schinz) Moldenke